# Foho Cafraulun
Foho Cafraulun ist ein Kap östlich der osttimoresischen Landeshauptstadt Dili. Es liegt im Suco Hera (Verwaltungsamt Cristo Rei), an der Küste der Bucht von Hera. Weiter östlich liegt der Suco Sabuli (Verwaltungsamt Metinaro), zu dem das Kap bis 2015 noch gehörte. Das Kap steigt Richtung Land zu einem Hügel an, der eine Höhe von 43 m erreicht.
Der Foho Cafraulun liegt zwischen den Kaps Ponta Séri Tútun und Ponta Hatomanulaho, die die Bucht von Hera begrenzen. der Foho Cafraulun liegt im Süden der Bucht.